# (498) Tokio

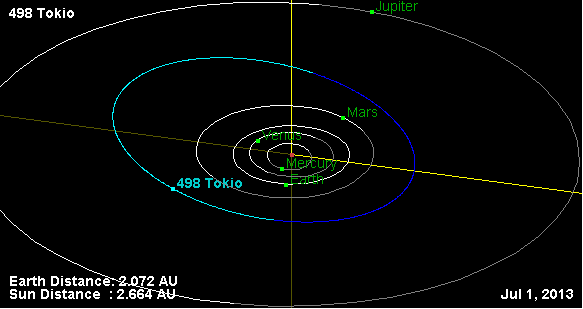

(498) Tokio est un astéroïde de la ceinture principale découvert par Auguste Charlois le 2 décembre 1902.
L’astéroïde est nommé d’après la capitale japonaise Tokyo.

## Compléments